# Thurlaston (Warwickshire)
Thurlaston is een civil parish in het bestuurlijke gebied Rugby, in het Engelse graafschap Warwickshire met 368 inwoners.